# حق التصويت للأمريكيين ذوي الإعاقة
يواجه الأمريكيون ذوو الإعاقة تحديات إضافية عند ممارسة حق التصويت. وفقًا لمنظمة أبيلتيز يونايتد، يُعتبر أكثر من 16% من الأمريكيين من ذوي الإعاقة الجسدية أو النمائية أو التعلمية. تشمل الحواجز التي يواجهها 33.7 مليون شخص من ذوي الإعاقة في العملية الانتخابية الأمريكية: الوصول إلى معلومات الاقتراع، الوصول الفيزيائي إلى مراكز الاقتراع، القوانين الحالية والمستقبلية المتعلقة بالموضوع، وكذلك التداعيات الأخلاقية المتعلقة بمستويات الإعاقة الجسدية والمعرفية المختلفة وعملية التصويت نفسها.

## المشاركة السياسية
تُفيد مصادر متعددة بأن الأشخاص ذوي الإعاقة يشكلون واحدة من أكثر الفئات المحرومة من الحقوق السياسية داخل المجتمع الأمريكي. ونتيجة لذلك، يُعتبر الأمريكيون من ذوي الإعاقات الجسدية والمعرفية من أقل الفئات مشاركة في الحياة السياسية بين الناخبين. فعلى سبيل المثال، خلال دورة الانتخابات عام 2012، كان عدد المصوتين من ذوي الإعاقة أقل بنسبة 11% من غير المعاقين. ووفقًا لتقرير عام 2013 أعدته أستاذة جامعة روتجرز ليزا شور، كان من الممكن أن يصوت ما يصل إلى ثلاثة ملايين ناخب من ذوي الإعاقة لو شاركوا بنفس معدل التصويت لدى المواطنين غير المعاقين.

## إمكانية الوصول إلى صناديق الاقتراع

تؤثر قوانين تحديد هوية الناخب تأثيرًا كبيرًا على سهولة الوصول إلى مراكز الاقتراع بالنسبة لذوي الإعاقة. نظرًا لأن الأشخاص ذوي الإعاقات الجسدية والمعرفية يشكلون أكبر فئة من المواطنين الذين لا يحملون رخص قيادة، فإنهم يواجهون عقبة قوانين الهوية الصارمة في مراكز الاقتراع في بعض الولايات. في الولايات الأكثر تشددًا، يُطلب من العديد من الأشخاص ذوي الإعاقة الذين لا يحملون بطاقات هوية فيزيائية تقديم بطاقات اقتراع غيابية. يوفر المؤتمر الوطني للمجالس التشريعية للولايات صفحة إلكترونية تحدد متطلبات الهوية في كل ولاية، وتُعد الولايات التي تفرض متطلبات هوية صارمة أكبر تحدٍ للأمريكيين ذوي الإعاقة.
يُعتبر العديد من مراكز الاقتراع غير ملائمة عمليًا للأشخاص ذوي الإعاقة. خلال السنوات الأخيرة، أفادت لجنة الانتخابات الفيدرالية بأن أكثر من 20,000 مركز اقتراع عبر البلاد غير مهيأ بشكل كامل للأشخاص ذوي الإعاقة. في عام 1999، صرح المدعي العام لولاية نيويورك بأن أقل من 10% من مراكز الاقتراع في المناطق الشمالية للولاية كانت متوافقة بالكامل مع قوانين الولاية والقوانين الفيدرالية. من النظريات الرائدة التي تحاول تفسير قلة المشاركة السياسية داخل مجتمعات ذوي الإعاقة هي مشكلة الوصول الفيزيائي إلى مراكز الاقتراع. عدم الامتثال لقوانين الولاية والقوانين الفيدرالية يظهر في أشكال عديدة، لكنه غالبًا ما يؤدي إلى نقص في المنحدرات المخصصة للكراسي المتحركة، وقلة وجود لافتات مداخل مهيأة، وأكشاك اقتراع غير ملائمة. ونتيجة لذلك، يتم استخدام موارد ومساعدات فيزيائية مثل آلات التصويت التي يفرضها قانون مساعدة أمريكا على التصويت خلال الانتخابات الفيدرالية، بهدف مساعدة الأشخاص ذوي الإعاقة.

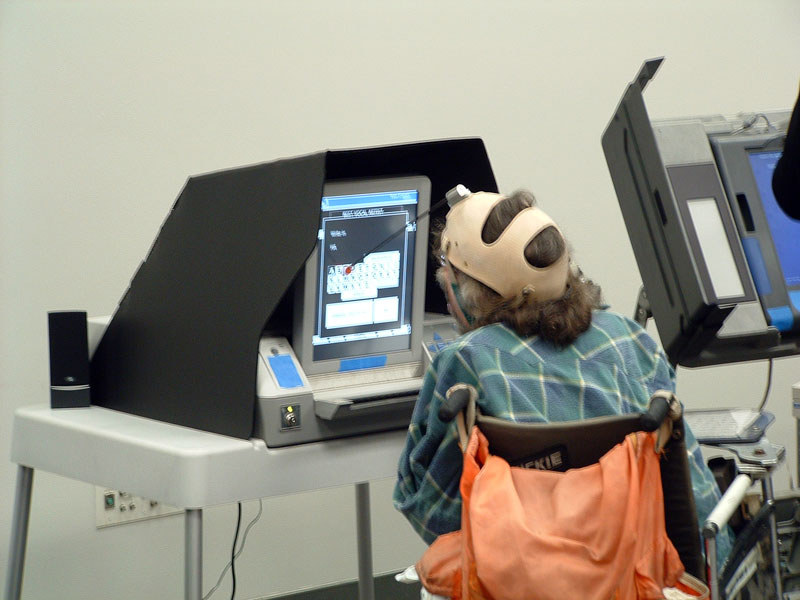
يقوم هذا الناخب الذي يعاني من إعاقة في المهارة اليدوية باتخاذ خياراته على شاشة تعمل باللمس باستخدام أداة مسح الرأس. وهذا مثال على التكنولوجيا التكيفية المستخدمة.

واحدة من أكثر الطرق استخدامًا في مواجهة هذه المشاكل في السنوات الأخيرة كانت في استخدام آلات التصويت الإلكترونية. نظرًا لأن آلات التصويت التي تعتمد على بطاقات اللكم أو الرافعات غالبًا ما تكون غير ملائمة لأجزاء كبيرة من مجتمع ذوي الإعاقة، فقد تم تطبيق تقنيات تكييف على العديد من الأجهزة التقليدية، وتم تطوير أنواع مختلفة من آلات التصويت الملائمة. وتشترط قوانين مثل قانون مساعدة أمريكا على التصويت وجود آلة تصويت واحدة على الأقل مهيأة لذوي الإعاقة في كل مركز اقتراع.

## القوانين المعاصرة التي تحمي حق الاقتراع للأشخاص ذوي الإعاقة
سنّت الهيئات التشريعية على المستويين الولائي والفيدرالي آلاف الصفحات من التشريعات المتعلقة بحقوق الأمريكيين ذوي الإعاقة. وقد شكّلت عدة قوانين "معالم" رئيسية نماذج يحتذى بها.

### قانون إتاحة التصويت لكبار السن وذوي الإعاقة
تم إقرار هذا القانون عام 1984، ويُلزم مراكز الاقتراع بضمان سهولة الوصول لجميع الأشخاص ذوي الإعاقة خلال الانتخابات الفيدرالية.

### قانون الأمريكيين ذوي الإعاقة
يُعتبر قانون الأمريكيين ذوي الإعاقة لعام 1990 أول محاولة رئيسية لتعريف حقوق الأمريكيين ذوي الإعاقة على المستوى الفيدرالي. وقّع عليه الرئيس جورج هـ. دبليو. بوش، ويحظر التمييز على أساس الإعاقة. تصف وزارة العدل الأمريكية قسم الحقوق المدنية حق الوصول إلى مراكز الاقتراع وحق التسجيل للتصويت بالقول: "(قانون الأمريكيين ذوي الإعاقة) يضمن حقوق التصويت لشخص ذي إعاقة."
رغم أن القانون شامل، فقد أحدث تغييرات دائمة على حقوق التصويت لذوي الإعاقة، منها الدعوة لضمان تهيئة مراكز الاقتراع بحيث تشمل مواقف مهيأة للمعاقين، مناطق إنزال للركاب، ومداخل مباني ملائمة.
ومع ذلك، يرى بعض الناشطين أن القانون لم يكن "الحل السحري" الذي كانوا يأملون به، ولا يزال العديد من الأشخاص ذوي الإعاقة معرضين للمضايقات المستمرة.
 

### قانون مساعدة أمريكا على التصويت
تم إقراره عام 2002، ويضع "معايير دنيا إلزامية للولايات للالتزام بها في عدة مجالات رئيسية لإدارة الانتخابات. " حصل القانون على دعم حزبي في المجلسين التشريعيين الفيدراليين، وخول وزير الصحة والخدمات الإنسانية لجعل مراكز الاقتراع مهيأة للأشخاص ذوي الإعاقة. يركز القانون بشكل خاص على الأشخاص الذين يعانون من إعاقات بصرية، ويطلب أن تحتوي كل محطة اقتراع على آلة تصويت واحدة على الأقل مهيأة لذوي الإعاقة خلال الانتخابات الفيدرالية. يمتلك القانون ثلاثة أهداف رئيسية: استبدال أنظمة التصويت القديمة القائمة على بطاقات اللكم أو الرافعات، إنشاء لجنة مساعدة الانتخابات للمساعدة في إدارة الانتخابات الفيدرالية، وتحديد معايير فدرالية دنيا للانتخابات.
ينتقد البعض القانون لكونه يقتصر على الانتخابات الفيدرالية فقط. فبينما تحصل الولايات على تمويل لآلات التصويت الإلكترونية اللمسية المهيأة للمعاقين بموجب القانون، فإن البلديات مثل المدن والقرى لا تتلقى تمويلاً مباشراً، مما يؤدي إلى توزيع غير متكافئ لهذه الآلات.

### قانون التسجيل الوطني للناخبين
يسعى هذا القانون لعام 1993 إلى زيادة معدلات تسجيل الناخبين المنخفضة تاريخيًا بين الأقليات والأشخاص ذوي الإعاقة، من خلال إلزام الوكالات الفيدرالية والولائية بالمساعدة في إجراءات تسجيل الناخبين.

### قانون الحقوق المدنية للأشخاص المودعين في المؤسسات
أُقرّ عام 1980، ويُعنى بحماية حقوق الأشخاص المحتجزين في السجون ودور التمريض العامة والمؤسسات الخاصة بذوي الإعاقات النفسية أو النمائية.

### قانون حقوق التصويت
صدر هذا القانون أساسًا لمحاربة التمييز العنصري في مراكز الاقتراع عام 1965، لكنه اُستخدم مؤخرًا لدعم تقدم حقوق التصويت للأشخاص ذوي الإعاقة. تنص المادة 208 من القانون على أن المواطنين المتأثرين بـ"العمى، الإعاقة، أو عدم القدرة على القراءة أو الكتابة" يمكنهم تعيين شخص لمساعدتهم في الإدلاء بأصواتهم داخل صندوق الاقتراع. لا يُسمح بتعيين صاحب العمل أو وكيل النقابة الخاصة بالناخب.

## القوانين المعاصرة التي تقيد حق الاقتراع للأشخاص ذوي الإعاقة

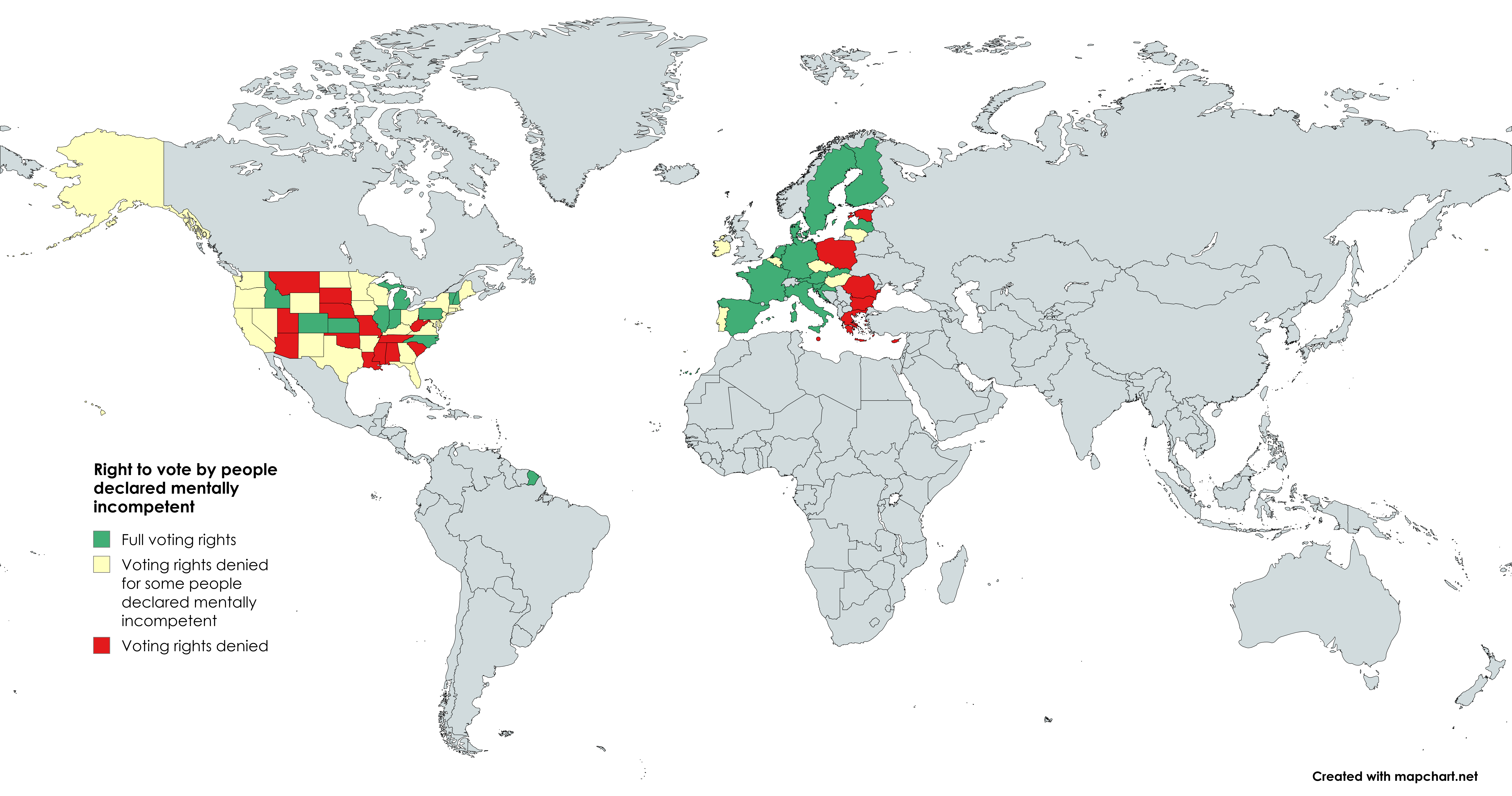
الحق في التصويت للأشخاص الذين أعلنوا أنهم غير مؤهلين عقليًا

في بعض الولايات، يُمنع الأشخاص الذين يُعتبرون غير مختصين ذهنيًا من التصويت.  وفي إجراءات الوصاية، يمكن أن يفقد الأشخاص حقهم في التصويت.